# Monte Makarakomburu
Il monte Makarakomburu è, con i suoi 2310 metri, la seconda vetta più alta delle Isole Salomone ed è situato a circa 32 km a sud della capitale Honiara, sull'isola di Guadalcanal, la più estesa dell'intero arcipelago che forma lo Stato.

## Altezza
L'affermazione che attribuiva al monte Makarakomburu la nomina a montagna più alta di tutte quelle facenti parti lo Stato è stata ritenuta inesatta in seguito allo studio approfondito mediante l'ausilio di radar topografici.
In realtà la vetta più alta è il monte Popomanaseu, che tocca quota 2335 metri.